# تولواپتان
تولواپتان (انگلیسی: Tolvaptan) یک داروی آبی است که به عنوان یک آنتاگونیست انتخابی و رقابتی گیرنده وازوپرسین ۲ (V2) عمل می‌کند که برای درمان هیپوناترمی (سطوح پایین سدیم خون) مرتبط با نارسایی احتقانی قلب و سیدروز به کار می‌رود.

## کاربرد پزشکی
این دارو برای درمان هیپوناترمی هیپرولمیک و اوولمیک قابل توجه بالینی نشان داده شده‌است.
تولواپتان برای کند کردن کاهش عملکرد کلیه در بزرگسالان در معرض خطر پیشرفت سریع بیماری کلیه پلی کیستیک اتوزومال غالب (ADPKD) نشان داده شده‌است.
تولواپتان فسفات یک پیش‌داروی تولواپتان است که برای تجویز داخل وریدی ساخته شده‌است.  تولواپتان فسفات پس از تجویز در بدن انسان به داروی فعال تولواپتان تبدیل می‌شود.

## اثرات جانبی
FDA تشخیص داده‌است که تولواپتان نباید بیش از ۳۰ روز استفاده شود و نباید در بیماران مبتلا به بیماری زمینه‌ای کبدی استفاده شود زیرا می‌تواند باعث آسیب کبدی شود و به طور بالقوه منجر به نارسایی کبد شود. هنگام استفاده برای درمان هیپوناترمی، ممکن است باعث اصلاح خیلی سریع هیپوناترمی شود که منجر به سندرم دمیلیناسیون اسمزی کشنده شود.

## فارماکولوژی
تولواپتان یک آنتاگونیست انتخابی گیرنده وازوپرسین V2 است.